# Pseudoleistes
Pseudoleistes es un pequeño género de aves paseriformes perteneciente a la  (familia Icteridae). Contiene las siguientes especies:

## Especies
- Pseudoleistes guirahuro
- Pseudoleistes virescens